# Lobidiopteryx stulta
Lobidiopteryx stulta är en fjärilsart som beskrevs av Louis Beethoven Prout 1921. Lobidiopteryx stulta ingår i släktet Lobidiopteryx och familjen mätare. Inga underarter finns listade i Catalogue of Life.